# Elemér Hölczl
Elemér Hölczl war ein ungarischer Radrennfahrer.

## Sportliche Laufbahn
Hölczl (auch Karoly Hölzl) war im Straßenradsport aktiv. In der Ungarn-Rundfahrt wurde er 1925 Zweiter hinter László Vida. Bei den Straßenradsport-Weltmeisterschaften startete er in der ungarischen Nationalmannschaft und kam auf den 19. Platz des Rennens. 1928 gewann er das Rennen Budapest–Cegléd–Budapest. Er startete für den Verein „Kispesti Atlétikai Club“.